# دونایک ماوه
دونایک ماوه (به لهستانی:  Dunajek Mały) یک روستا در لهستان است که در گمینا گووداپ واقع شده‌است.